# Vesna Pisarović
Vesna Pisarović, hrvaška pop in jazz pevka; * 9. april 1978, Brčko, Bosna in Hercegovina.
Vesna Pisarović je rojena v Brčkem v Bosni in Hercegovini, otroštvo pa je preživljala v Požegi. Že zgodaj v otroštvu je začela obiskovati glasbeno šolo, kjer se je učila igranja flavte, prepevala v zborih in se udeleževala različnih glasbenih tekmovanj. Sredi 90-ih let dvajsetega stoletja se je preselila v Zagreb, kjer je študirala fonetiko in kroatistiko ter začela nastopati kot pevka v klubih in pisati svoje pesmi.
Leta 2002 je zmagala na Dori, hrvaškem nacionalnem izboru za Pesem Evrovizije, in zastopala Hrvaško na Pesmi Evrovizije 2002 v Talinu s pesmijo Everything I Want. Zasedla je 11. mesto. Uveljavila kot pop pevka na domačem Hrvaškem, pa tudi v drugih državah nekdanje Jugoslavije. Kasneje je se bolj usmerila v jazz in v den Haagu končala študij jazz petja.